# Finida
Finida is een plaats in de gemeente Umag in de Kroatische provincie Istrië. De plaats telt 359 inwoners (2001).